# Barnes Railway Bridge
Barnes Railway Bridge je dvojice železničních obloukových mostů s lávkou, které se nacházejí na hranicích londýnských městských částí Richmond a Hounslow.
Most je součástí železniční trati Hounslow Loop Line a v rámci ní se nachází mezi stanicemi Barnes Bridge a Chiswick. Výstavba původního mostu byla započata v roce 1846 a autory jeho návrhu byly britští inženýři Joseph Locke a J. E. Errington, kteří se stali i autory nedalekého mostu Richmond Railway Bridge. Barnes Railway Bridge byl otevřen dne 22. srpna 1849. V roce 1891 bylo po zhroucení litinového mostu u nádraží Norwood Junction rozhodnuto o stavbě nového mostu Barnes Railway Bridge. Nový most byl postaven v letech 1894 – 1895 na rozšířených pylonech starého mostu. Hlavním inženýrem nového mostu byl Edward Andrews. Hounslow Loop Line byla přemístěna na nový most a od jeho otevření 6. června 1895 je starý most nevyužívaný. Hlavní rozpětí obou mostů mají délku 36,6 m. Pylony jsou z cihel a jsou obložené kameny z Bramley Fall. Výška mostů nad hladinou Temže při nízkém přílivu je 10,9 m. Oblouky obou mostů jsou litinové.
Při rozšiřování mostu v letech 1894–1895 byla kvůli veslařským závodům The Boat Race postavena i 2,4 m široká lávka. V současnosti jsou Barnes Railway Bridge, Fulham Railway Bridge a Hungerford Bridge jedinými třemi železničními mosty v Londýně přes Temži, které slouží pro železniční dopravu i pro pěší.